# Gruppo terminale

Esempio di formula chimica di un polimero (poliprenolo); in tal caso i gruppi terminali sono -H e -OH.

Nell'ambito della chimica dei polimeri e delle macromolecole, è chiamato gruppo terminale un particolare gruppo funzionale di un polimero o oligomero collocato all'estremità della molecola.
Un polimero lineare è costituito da due gruppi terminali e da un elevato numero di unità strutturali ripetitive. Ciascun gruppo terminale è legato ad una sola unità ripetitiva.